# Robert Carter Nicholas Sr.
Robert Carter Nicholas Sr. (* 28. Januar 1728 oder 1729 im Hanover County; † 8. September 1780 ebenda) war ein US-amerikanischer Politiker.

## Leben
Nicholas wurde am 28. Januar 1728 als Sohn von George Nicholas und seiner Frau Elizabeth Nicholas, einer Tochter des Robert „King“ Carter, geboren. Er besuchte das College of William & Mary und war Anwalt.
Von 1755/56 bis 1761 und von 1766 bis 1775 war er Mitglied des House of Burgesses. Nach dem Tod John Robinsons 1766, der zuvor Treasurer und Speaker in der Colony of Virginia war, wurde er zunächst stellvertretender Treasurer der Kolonie. In dieser Rolle deckte er eine der größten Korruptionsskandale der Geschichte der Kolonie auf; Robinson hatte nämlich mehr als 100.000 £ – inflationsbereinigt ein Millionenbetrag – veruntreut und an verschuldete Freunde gegeben. In Folge wurden die Ämter des Treasurers und des Speakers voneinander getrennt. Nicholas wurde der letzte Treasurer der Colony of Virginia, die im Zuge der Amerikanischen Revolution und der Unabhängigkeitserklärung 1776 zum heutigen Commonwealth of Virginia wurde. Anfangs kritisierte der eher konservativ eingestellte Nicholas diese Entwicklung noch, akzeptierte sie jedoch bald als fait accompli und behielt sein Amt als Treasurer. In der Virginia Convention, in der die von George Mason verfasste Virginia Declaration of Rights entstand, bemängelte er die darin vertretene Auffassung, dass alle Menschen gleich seien und Grundrechte verdienten. Dies sei für eine sklavenhaltenden Gesellschaft wie das damalige Virginia widersprüchlich. Gelöst wurde dieses Problem mit einer Formulierung des Präsidenten des Konvents Edmund Pendleton: Grundrechte hätte man erst „sobald man eine staatliche Verbindung eingehe“ (englisch when they enter into a state of society) – das ließ angeblich „wilde“ Afroamerikaner außen vor. 1776 wurde er in das neu gegründete Virginia House of Delegates, dem Nachfolger des House of Burgesses, gewählt. Zwei Jahre später ernannte man ihn zum High Court of Chancery, einem Vorgänger des Supreme Court of Virginia. Er verstarb zwei Jahre später.
Nicholas heiratete Ann Cary, die Schwester der Sally Fairfax. Gemeinsam hatten sie elf Kinder. Viele seiner Nachfahren beteiligten sich ebenfalls an der Politik, so seine Söhne Wilson Cary Nicholas, John Nicholas und George Nicholas sowie sein Enkel Robert C. Nicholas.